# Isabella Chanchi Arango
Isabella Chanchi Arango (Cali, Valle del Cauca, Colombia; 22 de diciembre de 2003) es una futbolista colombiana que se desempeña como delantera. Actualmente juega para el América de Cali Femenino en la Liga Femenina BetPlay Dimayor. También ha tenido experiencia internacional en la Superliga Femenina de Ecuador.

### Trayectoria

#### Inicios en Colombia
Isabella se formó en procesos juveniles en el Valle del Cauca, destacando en torneos regionales antes de vincularse al América de Cali Femenino. Posteriormente, tuvo una etapa a préstamo con el Independiente Medellín Femenino, donde sumó experiencia profesional.

#### Deportivo Ibarra (Ecuador, 2022)
En 2022, Chanchi Arango firmó con Deportivo Ibarra, club de la Superliga Femenina de Ecuador. Allí tuvo una temporada destacada, participando en más de una decena de partidos y anotando 10 goles en fase regular y 1 gol en playoffs, lo que le permitió posicionarse como una de las goleadoras revelación del campeonato.

#### Regreso a Colombia – Independiente Medellín (2023–2024)
Regresó al fútbol colombiano con el DIM en condición de préstamo. Si bien no tuvo cifras goleadoras significativas, su aporte táctico en el frente de ataque le permitió consolidarse como una jugadora de rotación constante.

#### América de Cali (2025–Presente)
En enero de 2025, fue reintegrada oficialmente al América de Cali,donde ha disputado 7 partidos en la temporada regular de la Liga Femenina BetPlay. Su rol ha sido de apoyo ofensivo desde el banco, aún sin registrar goles ni asistencias, pero aportando en presión alta, movilidad y construcción de juego.

### Estilo de juego
Chanchi Arango es una jugadora ofensiva de perfil moderno. Se caracteriza por:[cita requerida]
- Su movilidad en el frente de ataque, pudiendo alternar entre delantera centro y extremos.
- Un estilo de juego vertical, con buen timing para los desmarques y presión en salida rival.
- Contribución táctica en esquemas de presión alta y transiciones rápidas.

### Estadísticas (2025 – Liga Femenina BetPlay) Colombia
| Competencia       | Partidos | Goles |
| ----------------- | -------- | ----- |
| Liga BetPlay 2023 | 14       | 1     |
| Liga BetPlay 2024 | 18       | 0     |
| Liga BetPlay 2025 | 15       | 0     |